# 합성열
추상대수학에서 합성열(合成列, 영어: composition series)은 군이나 가군을 보다 단순한 부분들로 분해하는 방법 중 하나이다. 합성열은 존재하지 않을 수도 있고, 존재한다 해도 유일하지 않을 수 있다. 그러나 카미유 조르당과 오토 횔더의 이름을 딴 조르당-횔더 정리(영어: Jordan–Hölder theorem)에 따르면 합성열에 나타나는 몫군이나 몫가군들의 동형류와 각각의 동형류가 나타나는 횟수는 유일하게 결정된다. 단, 합성열 안에서 각 동형류가 나타나는 순서는 달라질 수 있다. 이는 슈라이어 정리를 통해 보일 수 있다. 조르당-횔더 정리는 초한 오름차순 합성열에 대해서도 성립하지만, 초한 내림차순 합성열에 대해서는 성립하지 않는다. (Birkhoff 1934)
합성열과 비슷한 개념으로 주합성열(영어: principal series, chief series)이 있다. 합성열은 극대 부분정규열인 데 비해, 주합성열은 극대 정규열이다. (모든 정규열은 부분정규열이지만, 주합성열이 합성열일 필요는 없다.) 작용소군의 개념을 사용하면 군과 가군의 합성열 및 군의 주합성열을 통일되게 기술할 수 있다.

## 정의

### 작용소군
모노이드 {\displaystyle \Omega } 위의 작용소군 {\displaystyle _{\Omega }G}의 부분정규열(영어: subnormal series)은 다음 두 조건을 만족시키는, {\displaystyle G}의 부분 작용소군들의 열
{\displaystyle 1=G_{0}\vartriangleleft G_{1}\vartriangleleft G_{2}\vartriangleleft \cdots \vartriangleleft G_{n}=G}
이다.
- 모든 {\displaystyle G_{i}}는 {\displaystyle G_{i+1}}의 부분 작용소군이다.
- 모든 {\displaystyle G_{i}}는 {\displaystyle G_{i+1}}의 정규 부분군이다 ({\displaystyle G_{i}\vartriangleleft G_{i+1}}).

부분정규열에 대하여 다음 세 조건이 서로 동치이며, 이를 만족시키는 부분정규열을 합성열이라고 한다.
- 몫 작용소군 {\displaystyle G_{i+1}/G_{i}}들은 단순 작용소군(=자명군과 스스로를 제외한 정규 부분 작용소군이 없는 비자명 작용소군)이다. 이 몫군들을 합성인자(영어: composition factor)라고 부른다.
- 모든 {\displaystyle i}에 대하여, {\displaystyle G_{i}\neq G_{i+1}}이며, {\displaystyle G_{i}\vartriangleleft H\vartriangleleft G_{i+1}}인 부분 작용소군 {\displaystyle H\neq G_{i},G_{i+1}}가 존재하지 않는다.
- 모든 {\displaystyle G_{i}}는 {\displaystyle G_{i+1}}의 극대 정규 부분 작용소군이다.

즉, 합성열은 더 큰 부분정규열의 일부가 아닌 부분정규열이다.

### 군
군 {\displaystyle G} 위에는 다음과 같은 두 작용소군 구조를 부여할 수 있다.
- 자명 모노이드 {\displaystyle \Omega =1}의 자명한 작용. 이 작용소군 구조에 대한 부분정규열과 합성열은 군 {\displaystyle G}의 부분정규열과 합성열이다.
- 내부 자기 동형군 {\displaystyle \Omega =\operatorname {Inn} (G)}의 작용. 이 작용소군의 부분정규열을 군 {\displaystyle G}의 정규열(영어: normal series)이라고 하며, 이 작용소군의 합성열을 군 {\displaystyle G}의 주합성열이라고 한다.

즉, 군 {\displaystyle G}의 부분군의 열
{\displaystyle 1=G_{0}\vartriangleleft G_{1}\vartriangleleft G_{2}\vartriangleleft \cdots \vartriangleleft G_{n}=G}
에 대하여,
- 만약 모든 {\displaystyle G_{i}}가 {\displaystyle G_{i+1}}의 정규 부분군이라면, 이 부분군의 열을 부분정규열이라고 한다.
- 만약 부분정규열이며, 몫군 {\displaystyle G_{i+1}/G_{i}}들이 단순군이라면 (즉, {\displaystyle G_{i}\neq G_{i+1}}이며, {\displaystyle G_{i}}를 포함하는 {\displaystyle G_{i+1}}의 정규 부분군이 {\displaystyle G_{i}}와 {\displaystyle G_{i+1}}밖에 없다면), 이 부분군의 열을 합성열이라고 한다.
- 만약 모든 {\displaystyle G_{i}}가 {\displaystyle G}의 정규 부분군이라면, 이 부분군의 열을 정규열이라고 한다.
- 만약 정규열이며, 몫군 {\displaystyle G_{i+1}/G_{i}}들이 {\displaystyle G/G_{i}}의 극소 정규 부분군이라면 (즉, {\displaystyle G_{i}\neq G_{i+1}}이며, {\displaystyle G_{i}}와 {\displaystyle G_{i+1}} 사이에 {\displaystyle G}의 정규 부분군이 {\displaystyle G_{i}}와 {\displaystyle G_{i+1}}밖에 없다면), 이 부분군의 열을 주합성열이라고 한다. 따라서, 주합성열은 더 큰 정규열에 포함되지 않는 정규열이다.

아벨 군의 경우, 모든 부분군이 정규 부분군이므로, 부분정규열과 정규열의 개념이 일치하며, 합성열과 주합성열 역시 같은 개념이다.

### 가군
왼쪽 가군은 그 환의 작용을 갖춘 작용소군으로 여길 수 있다. 이 경우, 부분 작용소군·정규 부분 작용소군·부분 가군의 개념이 일치한다. 따라서, 환 {\displaystyle R} 위의 왼쪽 가군 {\displaystyle _{R}M}의 부분정규열은 단순히 부분 가군의 열
{\displaystyle 0=M_{0}\subset M_{1}\subset M_{2}\subset \cdots \subset M_{n}=M}
이며, 모든 몫가군 {\displaystyle M_{i+1}/M_{i}}가 단순 가군일 때 이 열은 합성열이다.

## 성질

### 존재
임의의 모노이드 {\displaystyle \Omega } 및 {\displaystyle \Omega }-작용소군 {\displaystyle _{\Omega }G}에 대하여, 다음 두 조건이 서로 동치이다.
- {\displaystyle G}는 합성열을 갖는다.
- {\displaystyle G}의 부분정규 부분 작용소군의 (포함 관계에 의한) 부분 순서 집합은 오름 사슬 조건과 내림 사슬 조건을 만족한다.
- 다음 두 조건이 성립한다.
  - 임의의 {\displaystyle G}의 부분 작용소군의 열 {\displaystyle G_{0}\vartriangleleft G_{1}\vartriangleleft \cdots }에 대하여, 만약 모든 {\displaystyle G_{i}}가 {\displaystyle G_{i+1}}의 정규 부분군이라면, {\displaystyle G_{n}=G_{n+1}=G_{n+2}=\cdots }인 {\displaystyle n\in \mathbb {N} }이 존재한다.
  - 임의의 {\displaystyle G}의 부분 작용소군의 열 {\displaystyle G_{0}\vartriangleright G_{1}\vartriangleright \cdots }에 대하여, 만약 모든 {\displaystyle G_{i}}가 {\displaystyle G_{i-1}}의 정규 부분군이라면, {\displaystyle G_{n}=G_{n+1}=G_{n+2}=\cdots }인 {\displaystyle n\in \mathbb {N} }이 존재한다.

특히, 모든 유한군은 합성열을 갖는다. 무한군은 합성열을 갖지 않을 수 있다. 예컨대 {\displaystyle \mathbb {Z} }는 합성열이 없다.

### 유일성
조르당-횔더 정리에 따르면, 임의의 작용소군의 두 합성열은 ‘동형’이다. 즉, 모노이드 {\displaystyle \Omega } 및 {\displaystyle \Omega }-작용소군 {\displaystyle _{\Omega }G} 및 {\displaystyle G}의 두 합성열
{\displaystyle 1=G_{0}\vartriangleleft G_{1}\vartriangleleft \cdots \vartriangleleft G_{m}=G}
{\displaystyle 1=H_{0}\vartriangleleft H_{1}\vartriangleleft \cdots \vartriangleleft H_{n}=G}
이 주어졌을 때, 다음이 성립한다.
- {\displaystyle m=n}
- 모든 {\displaystyle i}에 대하여 {\displaystyle G_{i}}와 {\displaystyle H_{\sigma (i)}}가 동형이 되는 {\displaystyle \{1,\dots ,n\}}의 순열 {\displaystyle \sigma }가 존재한다.

증명 (조르당-횔더 정리):
슈라이어 정리에 의해 두 합성열은 동형인 세분을 갖는다. 그러나 합성열의 몫군은 모두 단순 작용소군이므로 어떠한 합성열도 더 이상의 세분을 갖지 않는다. 따라서 임의의 두 합성열은 동형이다.

## 같이 보기
- 슈라이어 정리

## 참고 문헌
- Birkhoff, Garrett (1934), “Transfinite subgroup series”, 《Bulletin of the American Mathematical Society》 40 (12): 847–850, doi:10.1090/S0002-9904-1934-05982-2
- Baumslag, Benjamin (2006), “A simple way of proving the Jordan-Hölder-Schreier     theorem”, 《American Mathematical Monthly》 113 (10): 933–935, doi:10.2307/27642092
- Bourbaki, N. (1974), 《Algebra》, Hermann, Paris; Addison-Wesley Publishing Co., Reading Mass.
- Isaacs, I. Martin (1994), 《Algebra: A Graduate Course》, Brooks/Cole, ISBN 978-0-534-19002-6
- Kashiwara, Masaki; Schapira, Pierre (2006), 《Categories and sheaves》